# Hristo Jivkov
Hristo Jivkov (în bulgară Христо Живков; n. 18 februarie 1975, Sofia, Republica Populară Bulgaria – d. 31 martie 2023, Los Angeles, California, SUA) a fost un actor bulgar. L-a interpretat pe Sf. Ioan în Patimile lui Hristos (2004) de Mel Gibson și pe Giovanni delle Bande Nere⁠(d) în Il mestiere delle armi⁠(d) de Ermanno Olmi⁠(d) (2001).